# 神代站 (秋田縣)
神代站（日语：／ Jindai eki */?）是一座位於秋田縣仙北市的東日本旅客鐵道（JR東日本）田澤湖線的鐵路車站。指定席售票機中，為了區別山陽本線的神代站，所以此站會區別為「（田澤）神代」。

## 車站構造
對向式月台2面2線的地面車站。各月台以跨線天橋連絡。設有候車室與事務室的站舍已解體，但新建候車所。角館站管理的無人站。

### 月台配置
| 月台 | 路線      | 方向 | 目的地           |
| ---- | --------- | ---- | ---------------- |
| 1    | ■田澤湖線 | 下行 | 角館、大曲方向   |
| 1    | ■田澤湖線 | 上行 | 田澤湖、盛岡方向 |
| 2    | ■田澤湖線 | 下行 | 角館、大曲方向   |

## 历史
- 1921年（大正10年）12月11日：車站啟用。
- 1987年（昭和62年）4月1日：因國鐵分割民營化，本站成為東日本旅客鐵道的車站。
- 2007年（平成9年）3月：新站舍完成。

## 車站周邊
- 國道46號
- 神代郵局
- 夏瀨溫泉

## 相鄰車站
東日本旅客鐵道
■田澤湖線
刺卷－神代－生田

## 相關項目
- 日本鐵路車站列表

## 外部連結
- JR東日本 神代站 （页面存档备份，存于）